# Helicia tibetensis
Helicia tibetensis là một loài thực vật có hoa trong họ Quắn hoa. Loài này được H.X. Qiu miêu tả khoa học đầu tiên năm 1980.